# Eduardo Flores (futbolista)
Eduardo Luis "Sucre" Flores (Chincha, Perú, 23 de abril de 1941-Montevideo, Uruguay, 20 de noviembre de 1968) fue un futbolista peruano que se desempeñaba en la posición de delantero.

## Trayectoria
Fue una de las figuras del Rodillo Negro de Alianza Lima. Se inició futbolísticamente en las divisiones inferiores del club, pero debutó como profesional vistiendo las riendas del Centro Iqueño el año 1959. Hincha desde los 6 años de edad, tuvo su debut en el primer equipo con 19 años en la temporada 1960, de la mano de Alfonso Huapaya. Luego con el brasileño Jaime de Almeyda al frente del equipo se ganaría rápidamente un lugar en el plantel superior, en donde sería una pieza fundamental en la primeros años de la década de los sesenta, incluso lo que le valió para ser llamado a la selección nacional.
"Sucre" disputó 157 partidos y marcó 34 goles con la camiseta de Alianza Lima entre 1960-1963 y 1966. En el desglose por competencias jugó 152 encuentros en Primera División (33 goles) y 5 en copas internacionales (1 conquista). Conquistó tres títulos (Torneo de Primera División en 1962, de la Copa, Campeonato de Apertura en 1963, y la más importante de todas: el Torneo de Primera División en 1963), en donde fue considerado el jugador más participe en el club y uno de los mejores del ranking anual.
Sus buenas actuaciones despertó el interés de clubes como River Plate y Peñarol, uno de los mejores clubes del mundo en esos tiempos, fue reclutado por este último club, no tuvo muchos minutos con el Decano por una lesión en su rodilla y actos de indisciplina, pero Sucre siempre fue reconocido como un gran rageteador y talentoso con el balón, lo que le valió para que no le falten ofertas en Uruguay y en su pais natal.
Tuvo pasos por el Defensor Sporting y Montevideo Wanderers de Uruguay. Jugó en Colón de Santa Fé de Argentina en 1967. Su último club registrado en su carrera como futbolista tras su repentino fallecimiento fue el Montevideo Wanderers en 1968.

## Selección nacional
Fue internacional con la selección de fútbol de Perú en 3 ocasiones (todas en 1961) y convirtió 1 gol. Formó parte de la nomina de selección que participa en el Campeonato Sudamericano 1963, sin tener minutos oficiales.

## Fallecimiento
Murió el 20 de noviembre de 1968, cuando se suicidó en la casa de un dirigente del club donde militaba en ese entonces, Montevideo Wanderers. Fue llevado en estado grave al Hospital Miguel Couto, donde finalmente falleció a la edad temprana de 27 años.

## Clubes
- 1958-1959 Centro Iqueño
- 1960-1963 Club Alianza Lima
- 1964 Club Atlético Peñarol
- 1964-1965 Defensor Sporting[10]
- 1966 Club Alianza Lima
- 1967 Colón de Santa Fé
- 1968 Montevideo Wanderers

## Palmarés

### Campeonatos nacionales
| Título                 | Club         | País    | Año  |
| ---------------------- | ------------ | ------- | ---- |
| Primera división       | Alianza Lima | Perú    | 1962 |
| Campeonato de Apertura | Alianza Lima | Perú    | 1963 |
| Primera división       | Alianza Lima | Perú    | 1969 |
| Primera división       | Peñarol      | Uruguay | 1964 |